# Natricia Hooper
Natricia Hooper (24 novembre 1998) è una triplista guyanese.

## Biografia
Nel 2014 prende parte ai campionati sudamericani under 18 di Cali conquistando la medaglia d'argento nei 400 metri piani e classificandosi sesta nel salto triplo. L'anno successivo subisce una squalifica nella batteria dei 400 metri piani ai campionati mondiali allievi 2015, mentre ai Giochi del Commonwealth giovanili dello stesso anno chiude la gara senza riuscire a raggiungere le semifinali dei 400 metri piani.
Nel 2018 si classifica ottava nel salto triplo ai Giochi del Commonwealth di Gold Coast. Dopo una pausa di sei anni dalle grandi manifestazioni internazionali per dedicarsi agli studi all'Università della Florida negli Stati Uniti d'America, durante i quali fa registrare il record guyanese nel salto triplo con la misura di 14,10 m nel 2022, nel 2025 calca la pedana del salto triplo ai campionati sudamericani di atletica leggera di Mar del Plata, dove riesce a conquistare la medaglia di bronzo.

## Record nazionali
- Salto triplo: 14,10 m (i) ( Clemson, 29 gennaio 2022)

## Progressione

### Salto triplo
| Stagione | Misura             | Luogo           | Data       | Rank. Mond. |
| -------- | ------------------ | --------------- | ---------- | ----------- |
| 2025     | 13,95 m(i)         | Clemson         | 15-2-2025  |             |
| 2024     | 13,75 m (0,0 m/s)  | Baton Rouge     | 27-4-2024  |             |
| 2022     | 14,10 m(i)         | Clemson         | 29-1-2022  |             |
| 2021     | 13,92 m (+1,9 m/s) | College Station | 15-5-2021  |             |
| 2019     | 13,53 m(i)         | Fayetteville    | 23-2-2019  |             |
| 2018     | 13,36 m (+1,3 m/s) | Gold Coast      | 10-4-2018  |             |
| 2017     | 13,20 m(i)         | New York        | 17-2-2017  |             |
| 2016     | 12,58 m (0,0 m/s)  | Leonora         | 18-6-2016  |             |
| 2014     | 12,23 m (+0,7 m/s) | Cali            | 30-11-2014 |             |

## Palmarès
| Anno | Manifestazione                    | Sede          | Evento       | Risultato | Prestazione        | Note |
| ---- | --------------------------------- | ------------- | ------------ | --------- | ------------------ | ---- |
| 2014 | Campionati sudamericani under 18  | Cali          | 400 m piani  | Argento   | 55"06              |      |
| 2014 | Campionati sudamericani under 18  | Cali          | Salto triplo | 6ª        | 12,23 m (+0,7 m/s) |      |
| 2015 | Campionati mondiali allievi       | Cali          | 400 m piani  | Batteria  | dq                 |      |
| 2015 | Giochi del Commonwealth giovanili | Apia          | 400 m piani  | Batteria  | 57"04              |      |
| 2018 | Giochi del Commonwealth           | Gold Coast    | Salto triplo | 8ª        | 13,36 m            |      |
| 2025 | Campionati sudamericani           | Mar del Plata | Salto triplo | Bronzo    | 13,64 m (+1,3 m/s) |      |

## Campionati nazionali
- 2 volte campionessa guyanese assoluta dei 400 metri piani (2014, 2015)
- 1 volta campionessa guyanese assoluta del salto in lungo (2018)
- 2 volte campionessa guyanese assoluta del salto triplo (2018, 2025)

2014
- Oro ai campionati guyanesi assoluti, 400 m piani - 56"1 (m)

2015
- Oro ai campionati guyanesi assoluti, 400 m piani - 56"1 (m)

2016
- Argento ai campionati guyanesi assoluti, salto triplo - 12,10 m (nw)

2018
- Oro ai campionati guyanesi assoluti, salto in lungo - 6,08 m (vento: +1,0 m/s)
- Oro ai campionati guyanesi assoluti, salto triplo - 13,10 m (vento: +2,2 m/s)

2025
- Oro ai campionati guyanesi assoluti, salto triplo - 13,74 m (nw)